# Оґ'єн Трінлей Дордже

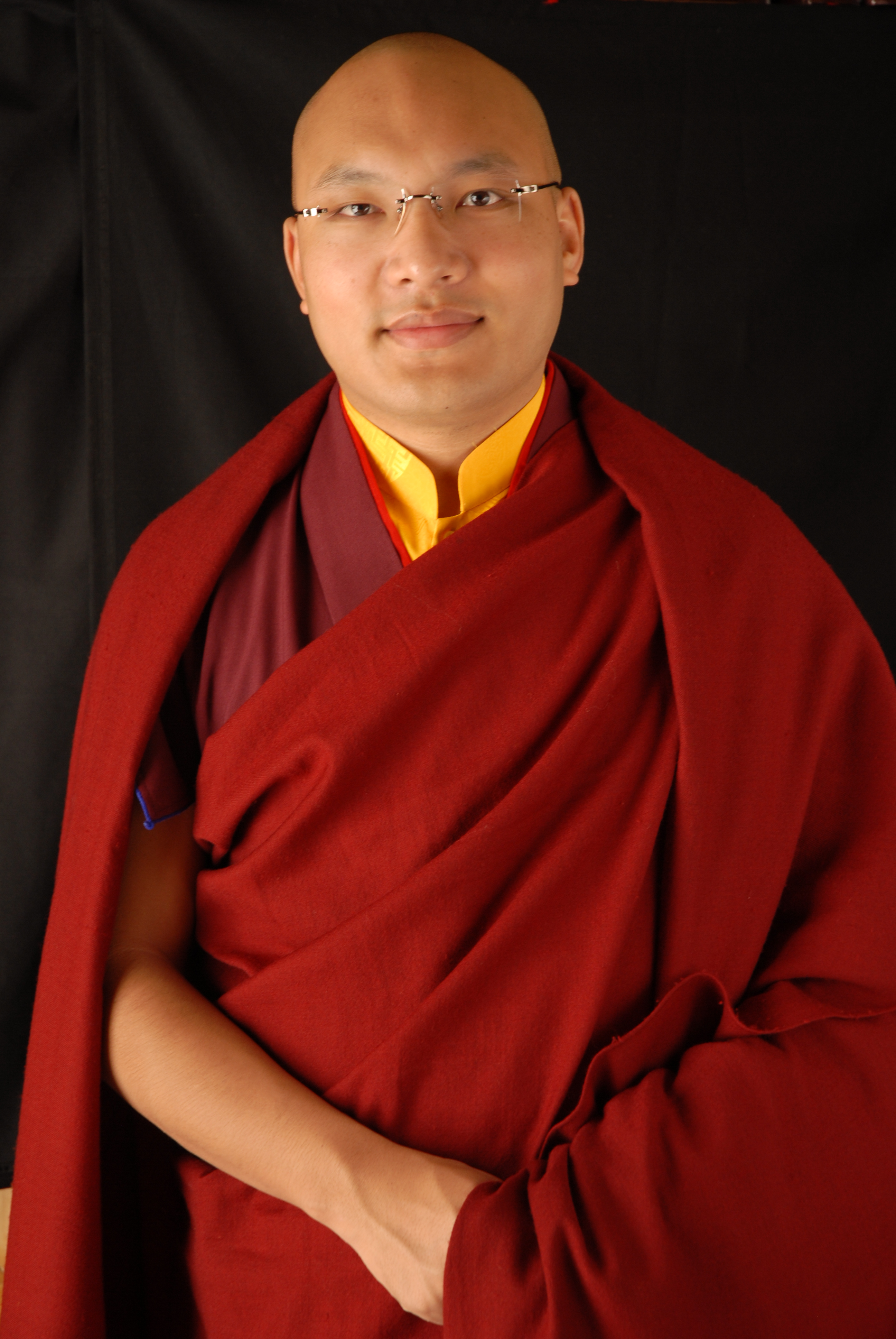
Ог'єн Трінлей Дордже (2009)

Ог'єн Трінлей Дордже  — духовний очільник школи Карма Каг'ю тибетського буддизму.
Сімнадцятий г'ялванг Кармапа провадить широку діяльність, якою Кармапи традиційно займалися протягом багатьох століть.

## Біографія

### «Той, хто приносить щастя»
Ог'єн Трінлей Дордже народився 26 червня 1985 року у місцевості Лхаток провінції Кхам у Східному Тибеті. Його батьки, мати Лога та батько Дондруп були кочівниками, що пересувались по плоскогір'ю у пошуках пасовиськ разом зі своїми яками та іншими родинами. Щороку ця група, що нараховувала близько ста осіб, жила протягом дев'яти місяців у традиційних чорних наметах, зроблених із шерсті яків, та проводила три місяці у кам'яних будинках із дахами-терасами.
Першою дитиною Дондрупа та Логи був хлопчик, за яким народилося ще шестеро дівчат. Бажаючи мати ще одного сина, вони звернулися до Амдо Палдена, настоятеля монастиря Карлек лінії Друкпа Каг'ю, що знаходився недалеко від їхнього селища. Він із готовністю підтримав батьків у їхніх молитвах та попросив, щоб вони віддали хлопчика, коли той народиться, під його опіку.
Вагітність Логи була відмічена кількома знаменнями: вона бачила сон про трьох білих журавлів, що подарували їй йогурт — знак добра та чистоти, та повідомили про те, що їх послав Падмасамбхава. У іншому сні, вона бачила, як у її серці виникли веселки та стали виходити назовні, тоді як на дворі, над їхнім наметом, ще більше веселок сформували купол над традиційними тибетськими символами доброї вдачі.
Немовля народилося на сході сонця за особливо легких пологів. Саме у момент народження, зозуля, що є дуже рідкісним птахом у цій місцевості, сіла на вершечок родинного намету та почала кувати. Відразу після народження, протягом двох годин по всій долині розносилось звучання морських мушель, однак неможливо було зрозуміти звідки походив цей звук. Сестри Кармапи пам'ятають, що всередині намету здавалося, що музика звучить ззовні, тоді як назовні задавалося, що вона походить із середини. Того дня навколо сонця з'явилося райдужне коло, що у Тибеті вважається особливим добрим знаменням.
Сотні кочівників спостерігали події, які були передбачені багато років до того Шістнадцятим г'ялвангом Кармапою, що написав у своєму заповіті: «Народжений із чудесним далекосяжним звуком того, що є білим, він той, хто є відомий під іменем Кармапа».
Роками пізніше, західна знімальна група проїхала по всьому району, беручи інтерв'ю у різних таборах кочівників про ці незвичайні події. Всі опитані люди відповідали одне й те саме: вони всі чули ні на що не схожу небесну музику.
Дитинство Кармапи було відмічено низкою дивовижних подій. Наприклад, через три дні після свого народження він покликав мати, промовивши «ама», що значить мама тибетською. З самого раннього віку хлопчик проявляв здатність визначати, де кочівники мають шукати загублених тварин. Його родина згадує, що маленький Кармапа дуже полюбляв будувати храми з камінців та землі, та очолювати уявні монастирські церемонії із читання молитов, особливо тих, що були присвячені Падмасамбхаві. Він заохочував своїх маленьких друзів брати в них участь, кажучи, що вони всі є ламами.
Якось батько маленького Кармапи під час подорожі потрапив у снігову завірюху. Його машина перевернулася з вантажем дров. В той самий момент хлопчик, що грався зі своїми сестрами у родинному наметі, раптово завмер та вигукнув, що їхній батько впав, однак за якийсь час повідомив, що з ним усе було гаразд. Після повернення батько оповів деталі пригоди, з якої він вийшов неушкодженим.
Коли маленькому Кармапі виповнилося чотири роки, Амдо Палден нагадав батькам про їхню обіцянку віддати хлопчика під його опіку. Він особисто наглядав за маленьким Кармапою у своєму монастирі Карлек. Протягом наступних трьох років Кармапа отримував особливе навчання, таке, яке одержують тулку, хоча він сам ще не був розпізнаний як тулку. Маленький Кармапа щомісяця проводив вісім-десять днів у монастирі, а решту часу жив зі своєю родиною.
Для кочівної родини Кармапи середина травня означала час, коли необхідно було перебиратися на літні пасовиська. Весною 1992 року, у віці семи років, маленький Кармапа попросив свою родину переїхати на нові пасовиська на місяць раніше, ніж звичайно. Дондруп та Лога погодились, і табір було перенесено до району Багор. Їхній ранній переїзд дозволив посланцям із Цурпху, що розшукували маленького Кармапу, легко знайти його родину, слідуючи вказівкам, що містились у заповіді Шістнадцятого г'ялванга Кармапи.

### Заповіт Шістнадцятого г'ялванга Кармапи
Хоча більшість попередніх інкарнації Кармап залишали заповіт, що містив вказівки щодо їхнього наступного народження, коли Шістнадцятий г'ялванг Кармапа помер у 1981 році, його заповіт ніхто не міг знайти. Протягом дев'яти років велися пошуки з надією знайти вказівку на те, де шукати його наступника. Дванадцятий Тай Сітупа, один з найближчих учнів Шістнадцятого Кармапи, так згадує про те, як його вчитель, безпосередньо не кажучи про це, дав йому заповіт під час їхнього спільного перебування у Калькутті незадовго до своєї смерті: «[...] він дав мені захисний амулет і сказав: „Це дуже важливий захист“. Він не сказав: „Відкрий його у майбутньому“, або „Він тобі знадобиться“. Він просто додав: „Це буде дуже корисним для тебе“. Я думав, це був просто захисний амулет. [...] і я носив його на шиї на золотому ланцюжку».
Тай Сітупа носив амулет до кінця 1990 року доки одного разу під час усамітненої практики не відчув раптове бажання відкрити його. Усередині він знайшов конверт із написом, зробленим рукою Шістнадцятого г'ялванга Кармапи: «Відкрити у рік Залізного коня», що у точності відповідало року, у який Тай Сітупа вирішив його відкрити. У листі зазначалося:
«О диво! Самореалізація — це безперервне блаженство.

У Дхармадхату немає ані центру, ані периферії.

На півночі звідси, на сході [землі] Снігів, (1)

Лежить країна, де сам по собі лунає божественний грім. (2)

У гарному місці кочівників, [відміченому] знаком „того, що виповнює усі бажання“ (3),

Методом є Дондруп, а мудрістю — Лолага (4).

[Народжений] у рік того, що використовується для землі (5)

Із дивовижним та далекосяжним звуком того, що є білим (6),

Він — той, хто є відомий як Кармапа.

Під опікою володаря Доньйо Друбпи (7),

Безсторонній, він є всепроникним.

Ані близький до одних, ані далекий для інших,

Він є захисником усіх істот:

Сонце вчення Будди, що приносить добробут іншим, сяє повсякчас».
Пронумеровані рядки можуть бути витлумачені таким чином:
1. Сімнадцятий г'ялванг Кармапа народився у Кхамі, Східному Тибеті.
2. Місце народження Кармапи називається «Лхаток» — «Божественний грім».
3. «Те, що виповнює усі бажання» означає «корову, що виповнює усі бажання», вираз, що зустрічається у буддійських текстах. Спільнота кочівників, в якій народився Кармапа, мала назву «Багор», де «Ба» означає «корова».
4. Тут Шістнадцятий г'ялванг Кармапа ясно називає імена своїх майбутніх батьків. У буддійських текстах метод та мудрість співвідносяться із чоловічім та жіночим началом.
5. Бик зазвичай використовується для обробки землі. Рік народження Кармапи — це рік Дерев'яного бика.
6. Це стосується звуку морської мушлі, який незабаром після народження Кармапи, чудесним чином звучав в небі.
7. Доньйо Друбпа (санскр. Амогасидхи) є одним із п'яти Дхьяні Будд, що представляє родину активності — карму. Доньйо також вказує на Дванадцятого Тай Сітупу, що носить ім'я Доньйо Ньїнже, передбачаючи, що він стане корінним вчителем Сімнадцятого г'ялванга Кармапи .

У 1992 році Дванадцятий Тай Сіту Рінпоче та Дванадцятий г'ялцаб Рінпоче надіслали копію заповіту Друпону Дечену Рінпоче, настоятелю монастиря Цурпху — резиденції Кармапи у Центральному Тибеті, з пропозицією організувати пошукову групу, щоби віднайти місце народження Сімнадцятого г'ялванга Кармапи. У травні посланці з Цурпху вирушили до Кхаму у пошуках маленького Кармапи.
18 травня вони дісталися до монастиря Карлек. Повідомивши, що вони з Цурпху, посланці запитали, як дістатися до району Багор, щоби відвідати родичку Логу. Вони зустрілися з Єше Рабселом, старшим братом Дордже, який швидко вирушив додому, щоби повідомити своїх батьків, про делегацію. Почувши ці новини, маленький хлопчик підскочив і почав радісно танцювати. Того ранку, ще до того, як приїхав його брат, він підготував маленький пакунок, кажучи матері, що він їде, аби знайти свій монастир. Потім він вказав на захід, щоби показати в якому керунку він знаходився.
Новина швидко рознеслася по Тибету, Індії та усьому світу. Чотирнадцятий Далай-лама повідомив, що бачив важливий сон, що стосувався перевтілення Кармапи: «Я бачив сон про місцевість, де народилася теперішня інкарнація. Там були камені та луки. Вона виглядала, як верховина з гарними потоками, що була обернена до півдня. Це — головна картина. Потім хтось, якесь джерело без форми, сказало мені: „Це місце, де народився Кармапа“.
Очільники двох інших ліній — Сакья Трізін, голова школи Сак'я, та Мінлінг Трінчен, голова школи Ньїнгма, а також багато інших майстрів підтвердили правильність вибору та склали молитви для довголіття дитини. Його Святість Чотирнадцятий Далай Лама офіційно визнав хлопчика як Сімнадцятого г'ялванга Кармапи.

### Повернення до Цурпху
10 червня 1992 року Кармапа залишив монастир Карлек, щоби повернутися до монастиря Цурпху і на усьому шляху прямування каравану тисячі людей радісно його вітали.
Прибуття Кармапи до Цурпху було надзвичайно урочистим. За кількасот метрів перед входом до монастиря, маленького Кармапу, вбраного у жовту парчу, червоний шовк та традиційний широкополий золотий капелюх, всадовили на прикрашеного білого коня. Тисячі тибетців прибули, аби вшанувати повернення Кармапи. Присутність маленького Кармапи вражала серйозністю та силою проникливого недитячого погляду. Сидячі на троні, що був встановлений перед входом у храм, він дивився традиційні ламські танці та невтомно приймав від прочан білі ритуальні шарфи, як того вимагав звичай. 12 серпня у Лхасі в храмі Джонанг, напроти Джово — найбільш шанованої статуї Будди в Тибеті, відбулася церемонія посвяти Кармапи у ченці-послушники.
Сама церемонія зведення на трон відбулася 21 вересня у монастирі Цурпху. Долина Толунг, де знаходиться монастир, зночі була занесена снігом, що було трактовано як добре знамення.
Більш ніж чотирьомстам ламам з двадцяти семи країн світу дозволили приїхати до Тибету, щоби взяти участь у церемонії возведення на трон. Серед них — двом регентам г'ялванга Кармапи — Тай Сіту Рінпоче та Г'ялцабу Рінпоче, а також одному з найшановніших вчених школи Карма Каг'ю — Трангу Рінпоче та ретритному майстру — Бокару Рінпоче. Також були присутні буддисти з країн Заходу. Церемонія відбулася в головному храмі, що був прикрашений усіма кольорами веселки.
Китайський уряд дав офіційний дозвіл на проведення святкувань та трансляцію церемонії по національному та регіональним каналам телебачення. Представники уряду, серед яких міністр з релігійних справ та посадовці із Лхаси, були присутніми на всіх заходах. Міністр вручив Кармапі лист, завірений офіційною печаткою Уряду Китаю, в якому проголошувалось визнання Сімнадцятого Кармапи урядом на знак відданості свободі віросповідання.
Після невеликої перерви, розпочалася традиційна церемонія зведення на трон під проводом Тай Сіту Рінпоче та г'ялцаба Рінпоче. Кармапа у маленькій чорній короні, що має назву „Корона активності“, був посаджений на великий трон. Тай Сітупа — хранитель заповіту Шістнадцятого г'ялванга Кармапи, вручив його копію Сімнадцятому Кармапі разом із копіями листів визнання від Далай Лами та його оракула з монастиря Нечунг. Для завершення головної частини цієї величної церемонії, Тай Сітупа вручив Кармапі традиційні подарунки та провів для нього церемонію довгого життя.
Святкування тривали ще два дні. На третій день Сімнадцятий г'ялванг Кармапа, вбраний у червоний капелюх пандита, з балкону головного храму вперше у цьому житті без жодних коливань провів церемонію посвяти Червоного Авалокітешвари Джинасагари.

### Відродження Цурпху
Коли Кармапа прибув до Цурпху, у монастирі мешкало близько двохсот ченців. На чолі монастиря стояв Друпон Дечен Рінпоче, що здійснював керівництво усіма справами за допомогою Умзе Тхубтен Зангпо, літургійного майстра, що служив ще за часів попереднього Кармапи. У 1980 році Шістнадцятий г'ялванг Кармапа попросив Друпона Дечена Рінпоче повернутися до Тибету, щоби почати відбудову монастиря Цурпху, що був повністю зрівняний з землею в часи Культурної революції. У 1980-х роках відбудова просувалася дуже повільно через нестачу коштів. Однак, все ж таки вдалося частково відбудувати головний храм. Статуї та ритуальні предмети, що були надійно сховані у печерах довкола монастиря, поволі поверталися на своє місце у храмі.
З поверненням Кармапи, відбудова завирувала з новою силою завдяки підтримці нових спонсорів з усього світу. Це призвело до швидкого збільшення кількості ченців. Були відбудовані головні храми та каплиці, а також монастирський коледж та ретритний центр. Також було відбудовано храм, у якому в минулому знаходилася велика статуя Будди під назвою „Прикраса світу“, що була встановлена у ХІІІ столітті Другим Кармапою. Точна копія попередньої статуї була незабаром встановлена в храмі.
У відповідності до спогадів Друпона Дечена Рінпоче щодо оригіналу XVI століття, виготовленого за часів Дев'ятого Кармапи та знищеного у 1966 році, було виготовлено нову гоку — величезне мальоване полотнище, на якому було зображено Будду. Ця величезна тангка мала тридцять п'ять метрів у висоту та двадцять три метри в ширину, та потребувала більш ніж 1500 метрів парчі, шовку та атласу. На звороті, на рівні серця Будди, було розміщено фрагмент оригінальної тангки, який було врятовано від знищення, після чого увесь зворотній бік полотнища було покрито захисною тканиною. У 1994 році ця тангка була уперше церемоніально розгорнута на горі напроти монастиря Цурпху під час четвертого місяця за тибетським календарем, в якому святкується народження, просвітлення та парінірвана Будди. Три роки по тому було відновлено ще одну гоку — вісімнадцятиметрову тангку із зображенням захисника Махакали Бернакчена, що була виготовлена за часів П'ятнадцятого Кармапи і також знищена у 1966 році.

### Наполегливе навчання та постійний нагляд
Кармапа провів сім років у Цурпху, під час яких він навчався під проводом своїх вчителів, передусім Друпона Дечена Рінпоче. Від Умзе Тхубтена Зангпо він навчився усім ритуалам, а також сакральному ламському танцю Чам. З різної нагоди, одягнутий у парчові одежі, Кармапа очолював ритуальні танці у своєму монастирі.
Після смерті у 1997 році цих двох вчителів, завдання навчати Кармапу було покладено на Кхенпо Лоя, що був знаним вченим, та Ламу Ньїму, видатного ченця, що мав лише тридцять три роки. Обидва майстри не лише закінчили монастирський університет Сера в Лхасі, але також пройшли традиційний трирічний ретрит у монастирі Цурпху. Вони дарували Кармапі вчення з філософії, граматики, поезії та традиційної діалектики. По мірі того як минали роки, їхній учень вивчив напам'ять багато класичних текстів та засвоїв усі головні аспекти буддійського вчення.
Згідно традиції, лами лінії Карма Каг'ю зверталися до Кармапи із проханням розпізнати тулку — реінкарнації померлих майстрів. Кармапа почав розпізнавати тулку, коли йому було лише десять років. За час перебування у Цурпху він розпізнав багатьох тулку, найважливішими серед яких був Четвертий Джамгон Конгтрул Рінпоче та Одинадцятий Паво Ненанг Рінпоче.
Існує багато оповідей про Сімнадцятого г'ялванга Кармапу під час його перебування у монастирі Цурпху. Наприклад, під час відбудови монастиря він залишив відбиток долоні на камені, який потім було використано для зовнішньої стіни храму Сердунг. Камінь було встановлено на рівні очей, щоби усі могли його бачити. Іншим разом, під час того, як він обходив монастир, Кармапа залишив багато відбитків долоні на скелі біля стежки на висоті понад 4800 метрів напроти монастиря. Інша історія оповідає про те, як він написав лист особі, чий батько нещодавно помер, запевняючи її в тому, що батько народився у землях богів, хоча ніхто не повідомляв йому про цю смерть. Ще, якось в присутності багатьох людей, він почав копати землю і витягнув з неї скарб, повний ритуальних предметів, які були там заховані колись у давнину, і про що ніхто не знав.
У 1998 році Кармапа вцілів під час спроби замаху: двох китайців, озброєних ножами, вчасно виявили у безпосередній близькості до його кімнати. Цікаво, що того дня під час прогулянки за межами монастиря, почався дощ, однак Кармапа вирішив затриматися перед поверненням до монастиря, що усіх здивувало. Саме ця затримка його і врятувала.
Як голова лінії Карма Каг'ю, Кармапа повинен був одержати від своїх корінних учителів усі посвяти, усні передачі та вчення своєї традиції, щоби потім самому передавати їх іншим. Кармапа багато разів звертався до китайського уряду з проханням дозволити йому відвідати Індію, щоби зустрітися зі своїми учителями. Однак, незважаючи на обіцянки, зроблені китайцями у 1992 році, він ніколи не одержав такого дозволу, його вчителям також ніколи не було дозволено приїхати до Тибету.
Китайська адміністрація покладала на Кармапу все більш тяжкі обмеження, що ставали все значнішою перепоною для його навчання та свободи пересування. Кармапа перебував під постійним наглядом китайських охоронців, які постійно жили у монастирі Цурпху. Двічі він був змушений відвідати Пекін та офіційно звітуватися перед урядом. Серед його оточення зростало непокоєння. Сам Кармапа знав, що ситуація з часом буде лише погіршуватися, оскільки представники уряду дуже прозоро натякали на те, що Китай буде особливо зацікавлений у ньому після досягнення ним повноліття.
Одного разу під час офіційної зустрічі, представник уряду попросив його виступити із промовою та дав йому написаний текст для прочитання. Із великою витримкою, Кармапа запитав його, чи повинен він додати в кінці, що текст прочитано від імені цього представника. Здивований посадовець відповів, що Кармапа мусить прочитати текст від свого власного імені. Тоді Кармапа сказав, що у такому випадку, написаний текст йому буде не потрібен. Виступ відмінили.
В інший раз Кармапа був присутнім на церемонії постригу Одинадцятого Панчен Лами, який був обраний урядом Китаю, що суперечило усім традиціям розпізнавання тулку в Тибеті. Ця подія дала йому можливість ще ліпше зрозуміти усю складність свого становища. Маніпуляція з боку китайського уряду, постійний тиск та нагляд, ризик нового замаху на його життя та неможливість зустрітися зі своїми учителями не залишали йому іншого вибору. У 1999 році Кармапі було лише чотирнадцять років, однак він уже знав, що раніше чи пізніше йому доведеться залишити свою країну.

### Втеча з Тибету
Восени 1999 року ситуація змусила Кармапу прийняти остаточне рішення про втечу з Тибету. Він вирішив здійснити перехід через Гімалаї до Індії у зимовий час, коли пильність китайських наглядачів буде найменшою. Коли він повідомив найближчим до нього людям про свій план, то одержав їхню повну підтримку. Першим, хто про це дізнався, був Друб Нгак, вірний старий помічник Кармапи, та його вчителі — Лама Ньїма та Лама Ненанг. Лама Ненанг подорожував по усьому Тибету і тому його участь у підготовці до подорожі була безцінною. Лама Цультрім, близький приятель Лами Ньїми, також був посвячений у таємницю і заприсягнувся ризикувати своїм життям задля успішного виконання плану. Ще було потрібно поінформувати Тхубтена — кухаря Кармапи, який готував усі його страви і звичайно ж швидко помітив би його відсутність. Як і очікувалось, Тхубтен, що був щиро відданий Кармапі, запевнив групу у своїй повній надійності.
Підготовка тривала кілька місяців. Увесь цей час Кармапа часто давав вчення своїм ченцям з фундаментальних основ буддизму та значення дисципліни в монастирській спільноті, особливо наголошуючи на взаємозалежності та непостійності усього.
В той час, коли увесь світ готувався до святкування Нового тисячоліття, Кармапа готувався до своєї таємної подорожі до Індії. Він повністю усвідомлював, що вони ризикують ув'язненням та навіть своїм життям, якщо потраплять в руки китайських військових.
Залишалася одна велика перепона: оминути китайських наглядачів, що перебували в Цурпху. 27 грудня Кармапа оголосив, що починає суворий тритижневий ретрит, протягом якого ніхто не повинен його турбувати, окрім кухаря, який щодня приноситиме йому їжу. 28 грудня о 22:30, поки китайські наглядачі дивилися телевізор, Кармапа вдягнутий у звичайний одяг, вийшов зі своєї кімнати. На столі він залишив лист до китайської влади з поясненням, що він змушений залишити Тибет аби мати можливість одержати вчення від своїх учителів. Він додав, що не має негативних почуттів до Китаю та сподівається у майбутньому повернутися до Тибету.
Разом зі своїм вірним помічником та Ламою Ньїма, Кармапа спустився поверхом нижче, пройшов до храму Церінгми та через вікно виліз на низький дах будівлі. Кармапа стрибнув на землю першим, за ним прослідували Друб Нгак та Лама Ньїма. Після цього Лама Ньїма повернувся до кімнати Кармапи, щоби вдавати його роль під час довгого ретриту, щодня граючи на ритуальних інструментах, із сподіванням обдурити наглядачів. Він знав, що ризикував ув'язненням, однак за кілька годин до втечі сказав, що не буде ні про що шкодувати, навіть якщо це коштуватиме йому життя. Кухар попросив Кармапу помолитися за нього, бо знав, що муситиме відповісти за все китайцям.
Кармапа та Друб Нгак приєдналися до трьох інших членів групи: Лами Ненанга та Лами Цультріма, що протягом місяців готували операцію, та водієм Дарг'є, який був ченцем. Одягнуті у звичайний одяг, вони швидко повсідалися до джипу, наповненого провізією та каністрами з пальним, та швидко поїхали з Цурпху. Другого водія — Цеванга Таші, вони підібрали далі по дорозі. Єдиним текстом, що вони взяли з собою, була офіційна біографія Кармапи, написана адміністрацією Цурпху.
Намагаючись дістатися до Шигацзе до сходу сонця, група їхала усю ніч. Вони дотримувались розробленого плану, оминаючи звичну дорогу до Непалу та їдучи довшою дорогою через Західний Тибет, що менше охоронялася. Вже вечоріло, коли вони врешті побачили китайсько-непальський кордон. З іншого боку височів високогірний район Мустангу — давнього тибетського королівства, що входить до складу Непалу. Лама Ненанг під час попередньої розвідувальної поїздки дізнався, що охорона припиняє патрулювання близько 1:30 години ранку. На пронизливому холоді вони чекали на слушний час. Кармапа намагався підбадьорити своїх супутників, що оніміли від холоду та страху і втратили здатність до сну. Коли нарешті вони побачили, що всі ліхтарі у таборі згасли, настав час рушати. Цеванг Таші та Лама Цультрім почали повільно рухатися у бік пункту пропуску на джипі, тоді як Кармапа та інші члени групи вирушили в гори пішки. Усі сподівалися побачитися знову по інший бік кордону.
Машині без зусиль вдалося перетнути кордон. Вдача Кармапи та його супутників була не настільки сприятливою. Перехід через гори виявився складним: на слизькій стежці, задля кожного кроку їм доводилося чіплятися за колючі кущі, що до крові ранили руки. Більше того, по інший бік кордону довгий час на пронизливому холоді вони шукали у темряві джип зі своїми товаришами. Врешті група знову з'єдналася для великого полегшення усіх та знову негайно вирушила у дорогу.

### З Непалу до Індії
Вони спромоглися дістатися до Непалу, однак все ще зберігався ризик, що непальська прикордонна поліція, якщо зустріне, то поверне їх назад. За три кілометри від кордону лід, що вкривав шлях, провалився під вагою джипу, і машина безнадійно застрягла. Не зважаючи на втому, вони продовжили подорож пішки і за півтори години дісталися до села. Втікачі знайшли селян, які допомогли їм витягнути машину та сховати її під навісом. Аби не викликати підозру, вони сказали, що є прочанами і на зворотному шляху повернуться по неї.
Вони винайняли коней і відразу ж вирушили до Ло Монтангу — столиці королівства Мустанг, де вони нарешті змогли трохи відпочити в домі близьких друзів Лами Ненанга. Кармапа, загорнутий у шарф, щоб не бути впізнаним, грав роль молодого помічника лами, наповнюючи його чашку чаєм, коли це було потрібно. Коли господарі запитали, чи їм пощастить коли-небудь зустріти Кармапу, Лама Ненанг відповів, що, безсумнівно, так! Під час їхнього короткого перебування, Кармапа у повній таємниці зустрівся з королем Мустангу.
31 грудня група втікачів знову вирушила у дорогу, яка не обіцяла бути легкою. Вони повинні були просуватися вузькою гірською стежкою, час від часу сходячи з коней, аби перетнути гірські потоки по хитким саморобним місткам. Об 11-й годині вечора вони прибули до села Цуг, де Лама Ненанг, що вирушив на випередження групи рано вранці, чекав на них у готелі. Там вони зустрілися зі своїм непальським провідником, з яким Лама Ненанг зв'язався ще з Тибету.
Провідник порадив їм найкоротший шлях: через перевал Тхоронг-Ла до місця, звідки вертоліт міг доставити їх прямо до Катманду. Група прагнула діяти швидко, до того як втечу буде виявлено у монастирі Цурпху. Значно пізніше вони дізналися, що про втечу стало відомо, ще 30 грудня, після чого усі особи, що перетинали кордон, суворо перевірялися. Однак тоді Кармапа та його товариші були вже далеко від кордону.
Після вечері, Кармапа разом із помічником Друб Нгаком, Ламою Ненангом, Ламою Цультрімом та провідником швидко вирушили у дорогу. Протягом ночі та дня 1 січня 2000 року вони продовжували свою подорож спочатку на конях, а потім пішки по безлюдній високогірній місцевості. Цей відрізок переходу став для них найважчим через втому, нестачу сну та їжі, пронизливий холод та слизьку стежку через перевал. Зимова стихія вимагала постійного напруження усіх їхніх зусиль. Перетнувши перевал Тхоронг Ла на висоті 5415 метрів, ввечері 1 січня близько 21:30 вони дісталися до вертолітного порту, де змогли поїсти та перепочити.
Подорожі вертольотом є досить типовими способом пересування для туристів, альпіністів та службовців, і тому втікачам потрібно було лише замовити вертоліт на наступний день. 2 січня вони прилетіли до Нагаркоту — туристичної станції біля Катманду. Там, вони винайняли два таксі щоби дістатися до кордону з Індією. Вранці 3 січня вони без проблем перетнули кордон і дісталися Раксолу. Вони нарешті були в Індії! Потім група направилися до горакхпуру, де сіла на поїзд до Лакнау, в якому через шість годин подорожі їх зустрів Лама Тенам — секретар Тай Сітупи, якого по телефону сповістив Лама Ненанг.
Після короткої зупинки в Делі, вони вирушили в останній етап своєї вражаючої подорожі у двох таксі. По дорозі до Дхарамсали, стався останній інцидент: за дві години до Дхарамсали, машина, в якій їхав Кармапа, вилетіла з дороги і врізалася в дерево. На щастя, ніхто не постраждав. Знайшовши іншу машину, вони нарешті дісталися до Дхарамсали вранці 5 січня 2000 року. По приїзді першим бажанням Кармапи було зустрітися із Чотирнадцятим Далай Ламою, якого він ніколи не бачив. Через кілька днів новина про приїзд Кармапи до Індії рознеслася по всьому світу.
Індійський уряд погодився за певних умов надати притулок Кармапі. Резиденцією Кармапи у вигнанні є монастир Румтек у Сіккімі, який збудував Шістнадцятий г'ялванг Кармапа у 1966 році. Однак Сімнадцятому Кармапі не дозволили переїхати туди, допоки його перебування в Індії не буде повністю узаконено індійською владою. Було вирішено, що до того моменту Кармапа залишиться у монастирі Гюто біля Дхарамсали під протекторатом Його Святості Далай Лами.

### Вчителі Сімнадцятого г'ялванга Кармапи
Кармапа нарешті досяг того, чого прагнув — він міг одержати вчення від своїх учителів, передусім від свого корінного вчителя Дванадцятого Тай Сітупи. Є багато провіщень, що поєднують цих двох майстрів, найвідомішим з яких є пророцтво Чог'юра Лінгпи — тертона XIX століття, що мав таке видіння:
„Під зеленим деревом,

На скелястій горі,

Перебуває сімнадцяте втілення [Кармапи]

Разом із [дванадцятим] Кхентіном Тай Сітупою.

Завдяки нероздільності їхніх розумів,

Дерево вчень Будди

Процвітатиме і принесе щедрі плоди — ,

Саму суть вчення гампопи“.
На картині, що зображує видіння Чог'юра Лінгпи двадцяти одного Кармапи, Сімнадцятий г'ялванг Кармапа зображений сидячим на подушці під гіллястим зеленим деревом. Його традиційні черевики торкаються землі, вкритої квітами, у підніжжя гори. Трохи нижче від нього зображений Тай Сітупа. Його права рука трохи зігнута та піднята в напрямку до Кармапи. Ще нижче зображено групу ченців, які, здається, дослухаються до передачі вчення, що ведеться між двома майстрами.
У 1975 році, у віці двадцяти двох років, Дванадцятий Тай Сітупа, що був вихований Шістнадцятим г'ялвангом Кармапою у Румтеці, виконуючи настанову свого вчителя, заснував величний монастир Шераб Лінг біля містечка Бір у Північній Індії. Починаючи з 1984 року, він здійснив кілька подорожей до Тибету, під час яких сотні тисяч людей одержали від нього буддійські вчення. Під час цих подорожей він вдихнув нове життя у практику буддизму у провінції Кхам, зокрема у своєму монастирі Палпунг. Тай Сітупа є відомим не лише як досконалий вчитель, але також як талановитий поет та письменник, маляр та майстер каліграфії. У лінії Карма Каг'ю, за відсутності Кармапи, саме до Тай Сітупи звертаються із проханням розпізнати тулку. Через це, у період перед приходом Сімнадцятого Кармапи, Дванадцятий Тай Сітупа розпізнав більше сотні дітей як тулку померлих лам.
Сімнадцятий г'ялванг Кармапа також одержав вчення та посвяти від інших провідних вчителів лінії Карма Каг'ю, зокрема від Дванадцятого г'ялцаба Рінпоче, якого також виховав Шістнадцятий г'ялванг Кармапа. Саме г'ялцаб Рінпоче за відсутності Кармапи є його регентом у монастирі Румтек. Після свого прибуття до Індії Кармапа встановив зв'язки з великими майстрами усіх ліній тибетського буддизму. Однак, в очах усього світу, найважливішим з усіх є його тісний зв'язок із Чотирнадцятим Далай Ламою. Його Святість Далай Лама від самої першої їхньої зустрічі надав значущу підтримку у становленні молодого очільника лінії Карма Каг'ю. Саме Чотирнадцятий Далай Лама дарував Сімнадцятому г'ялвангу Кармапі повні чернечі обітниці.
Сімнадцятий г'ялванг Кармапа дотепер не може повернутися до своєї резиденції — монастиря Румтек у Сіккімі, та живе у монастирі Г'юто, що знаходиться у містечку Сідбарі біля Дхармсали, Північна Індія. У своїх вченнях, Кармапа наголошує на тому, що його діяльність присвячена не лише спільноті буддистів, а усім живим істотам. Він закликає до гармонії між людьми та народами, а також до гармонії із природою. Як істинний бодхісаттва, Кармапа в усій повноті втілює прагнення, що більше тисячі років тому висловив у своєму вірші великий індійський майстер Шантідева:
„Допоки існує космос,

Допоки залишаються живі істоти,

Доти хай і я лишаюся,

Аби звільнити їх від страждання!“

## Діяльність

### Щоденна діяльність
Сімнадцятий г'ялванг Кармапа живе у монастирі Г'юто, що знаходиться у містечку Сідбарі біля Дхармсали, штат Хімачал Прадеш, Індія. Коли він не подорожує, то підтримує розпорядок дня, подібний до того, який він мав у Цурпху. Вдосвіта він починає свій день із практики медитації, що триває до сніданку. До опівдня він навчається під проводом своїх учителів або проводить приватні аудієнції з людьми, що приїжджають з усіх куточків світу аби з ним зустрітися. Після обіду він повертається до навчання, або займається складанням поезії та малюванням. Двічі на тиждень (зазвичай у середу та суботу о 14-й годині) Його Святість проводить публічні аудієнції у приміщенні головного храму монастиря г'юто.

### Творчість Сімнадцятого г'ялванга Кармапи
Сімнадцятий г'ялванг Кармапа є автором багатьох книг, що були перекладені англійською та іншими мовами. Серед них:
- The Heart is Noble: Changing the World from the Inside Out»

«Серце шляхетне: змінюючи світ зсередини»
- Compassion NOW!

«Співчуття ЗАРАЗ!»
- The Future Is Now: Timely Advice for Creating a Better World

«Майбутнє є зараз: вчасна порада щодо створення кращого світу»
- Heart Advice of the Karmapa

«Сердечна порада Кармапи»
- Kagyu Monlam Book: A Compilation for Recitation

«Книга Каг'ю Монламу: збірник для рецитації»
- Traveling the Path of Compassion. A Commentary on The Thirty-Seven Practices of a Bodhisattva

«Подорожуючи шляхом співчуття. Коментар до Тридцяти-семи практик бодхісаттви»
- Ngondro for Our Current Day. A Short Ngondro Practice and Its Instruction

«Ньондро для нашого часу. Коротка практика ньондро та настанови щодо неї»
- Ceremony of Offering to the Gurus

«Церемонія офірування Гуру»
- Deer Park Calligraphies

«Каліграфія з Оленячого парку»
- Environmental Guidelines for Karma Kagyu Buddhist Monasteries, Centers and Community

«Настанови із захисту навколишнього середовища для буддійських монастирів, центрів та спільнот Карма Каг'ю»

### Каг'ю Монлам
Від часу свого прибуття до Індії, Сімнадцятий г'ялванг Кармапа очолює щорічні зібрання Каг'ю Монламу. Традиція проведення Каг'ю Монламу була заснована у XIV столітті Сьомим Кармапою, який запровадив практику колективного читання молитов, що відбувалося щорічно протягом певного проміжку часу. З цієї нагоди тисячі ченців збиралися і читали молитви під назвою «Дванадцять гілок великих молитов Каг'ю» під проводом самого Сьомого Кармапи, який їх склав. З тих часів, ця традиція підтримувалася до кінця 1950-х років, коли проведення Каг'ю Монламу було заборонено китайським урядом. Каг'ю Монлам було відроджено лише у 1983 році за сприяння Першого Калу Рінпоче. Під його проводом ці зібрання почали проводитися у Бодхгаї, Індія, на місці, де Будда досяг просвітлення. Зараз Каг'ю Монлам щороку проходить взимку у Бодхгаї під керівництвом Сімнадцятого г'ялванга Кармапи.

### Мистецька діяльність
Г'ялванг Кармапа має великий інтерес до всіх видів мистецтва. Відомий як талановитий майстер у таких різних сферах як малярство, каліграфія, поезія та музика, часто буває так, що він спонтанно створює натхнені малюнки або складає вірші та пісні.
У січні 2010 року в Бодхгаї Його Святість як сценарист, режисер та постановник представив виставу про життя тибетського йогіна Міларепи, що поєднувала в собі елементи традиційної тибетської опери та сучасного театру. У березні 2012 року Його Святість продовжив цю традицію, представивши виставу про життя та діяльність Другого Кармапи, Карма Пакши.
Його Святість запровадив традицію виконання давніх буддійських молитов на санскриті під час щорічного Каг'ю Монламу. Він також докладає постійних зусиль до відродження традиції індійських буддійських пісень. Розшукавши оригінальні санскритські тексти священних пісень (санскр. «доха») в архівах вчень лінії Карма Каг'ю, Його Святість запросив індійських класичних співаків виконати їх на церемонії відкриття святкувань з нагоди дев'ятисотліття від народження Першого Кармапи Дюсума Кх'єнпи, яке відбулося у грудні 2010 року в Бодхгаї. Цей виступ знаменував історичну подію, коли священні санскритські буддійські пісні були виконані в Індії вперше за останнє тисячоліття.

### Діяльність очільника школи Карма Каг'ю та духовного лідера
г'ялванг Кармапа подорожує по всій Індії, беручи участь у культурному та релігійному житті своєї нової батьківщини. Під час різноманітних заходів, таких як освячення храмів Саї Баби у Таміл Наду або святкування столітнього ювілею від народження Матері Терези у Калькутті, Його Святість зустрічається з іншими духовними лідерами та дає духовні вчення. г'ялванг Кармапа приділяє особливу увагу підтримці «Будда Вікас Сангх» та інших спільнот буддистів Індії. У листопаді 2009 року, Його Святість виступив на конференції TED у Бангалорі, Індія, ставши наймолодшим доповідачем TED за всю історію її існування.
Його Святість є духовним вчителем для багатьох учнів з усього світу. Він дає духовні поради усім, хто звертається до нього по допомогу, та безпосередньо направляє тих, хто готовий до серйозної практики Дхарми.
Принаймні двічі на рік г'ялванг Кармапа дає багатоденні публічні вчення — зимові вчення, що зазвичай відбуваються у монастирі Тергар у містечку Бодхгая, Індія, перед або після Каг'ю Монламу, та весняні вчення, що проводяться у Сарнатху або Делі, Індія.
На вчення г'ялванга Кармапи збираються тисячі учнів з усього світу. Усі вчення перекладаються багатьма мовами, а також напряму транслюються через Інтернет.
У травні 2008 року Його Святість здійснив перший довгоочікуваний візит на Захід до Сполучених Штатів Америки, де він відвідав багато центрів, що перебувають під його проводом, включно з головною резиденцію Кармапи у Північній Америці у штаті Нью-Йорк. Він дарував вчення у Нью-Йорку, Болдері та Сіеттлі, які відвідали тисячі людей. В червні 2011 року г'ялванг Кармапа зміг вдруге відвідати Сполучені Штати .
Через обмеження, накладенні індійським урядом, г'ялванг Кармапа досі не може відвідати країни Європейського Союзу. Він також ніколи не був в Україні чи Росії.

### Захист навколишнього середовища та прав жінок у буддизмі
Дві теми, яким Його Святість приділяє найбільшу увагу, — це захист навколишнього середовища та права жінок у буддизмі. г'ялванг Кармапа започаткував багато програм з метою захисту навколишнього середовища як способу піклування про майбутні покоління, зокрема розробив посібник для монастирів Карма Каг'ю із конкретними настановами по збереженню та відновленню природних ресурсів. Він також заборонив вживання м'яса у монастирях Карма Каг'ю, оскільки це суперечить принципу гуманності та прагненню до піклування про щастя та добробут усіх живих істот. Сам Кармапа також є вегетаріанцем, на власному прикладі демонструючи принципи, які він пропагує.
Його Святість докладає особистих зусиль до відновлення повних жіночих чернечих обітниць у традиції тибетського буддизму. Практика одержання жінками повних обітниць існувала у минулому, однак з часом була втрачена. З початку 2000-х років питання її відродження активно обговорюється, однак дотепер не отримало позитивного вирішення. Із цим тісно пов'язане питання якісної філософської освіти у жіночих монастирях. Його Святість докладає постійних зусиль до створення освітніх коледжів при жіночих монастирях, в яких черниці можуть одержати таку саму освіту, як і ченці.
Джерело: Й. С. Сімнадцятий г'ялванг Кармапа Ог'єн Трінлей Дордже — Український сайт